# Polyacanthorhynchus
Genre
Polyacanthorhynchus est un genre d'acanthocéphales de la famille des Polyacanthorhynchidae crée par Lauro Travassos (d) en 1920.

## Liste des espèces
Selon ITIS (22 février 2020) :
- Polyacanthorhynchus caballeroi Diaz-Ungria & Gracia-Rodrigo, 1960
- Polyacanthorhynchus kenyensis Schmidt & Canaris, 1967
- Polyacanthorhynchus macrorhynchus (Diesing, 1851)
- Polyacanthorhynchus rhopalorhynchus (Diesing, 1851)